# Bægerlav-familien
Bægerlav-familien (Cladoniacea) rummer symbiotisk levende svampe, som har samliv med grønalger eller cyanobakterier. Der er kun få slægter i denne familie.